# 漢中郡

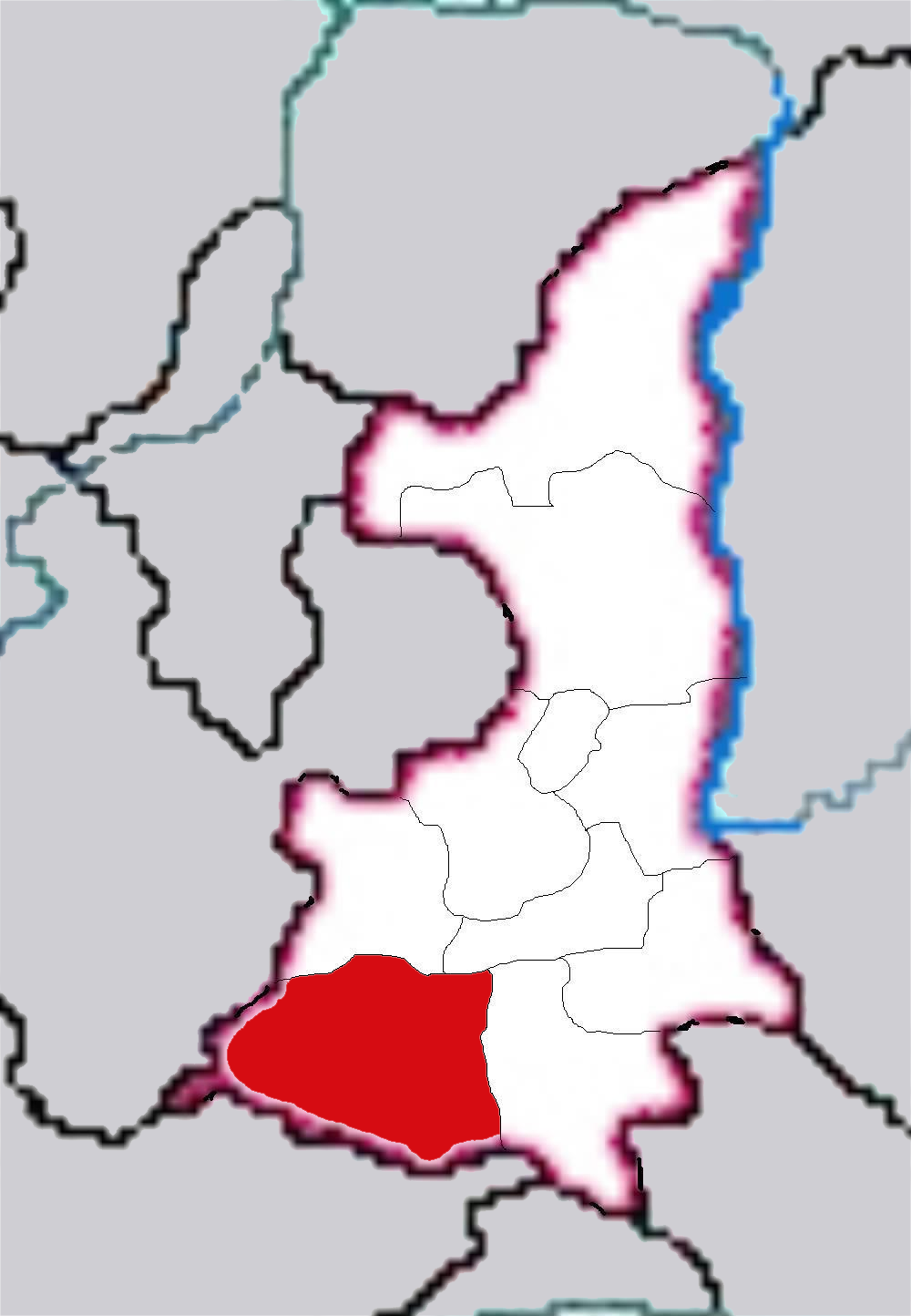
陝西省および現在の漢中市の位置。漢中盆地にほぼ一致。

漢中郡（かんちゅう-ぐん）は、古代中国に存在した郡。後に漢中（かんちゅう）は、郡の役所が置かれた南鄭（なんてい、現在の陝西省漢中市）を中心とした一帯の名称となる。劉邦が興した漢王朝や、現在の「漢民族」や「漢字」などの名称の由来となる地名でもある。

## 地理
孤立した盆地の漢中盆地になっていて、北は秦嶺山脈で西安など渭水盆地（関中）と、南は大巴山脈で重慶など四川盆地（巴蜀）と画されている。長江支流の漢水が東西に流れていて、東に下ると長江流域へ出、西へ上ると甘粛省の天水付近へ出る。
漢水やその支流の褒水・胥水などが流れる肥沃な盆地であり、漢水の中程にあるので「漢中」と名付けられたと伝えられている。
経済的には豊かな土地ではないものの、北は関中、南は巴蜀、東は漢水を下って長江流域に出られることから交通の要所であり、関中や巴蜀を支配する勢力にとっては漢中を押える事は軍事的に重要であった。
広義の蜀もしくは漢中は、狭義の蜀（現在の成都一帯）、巴（現在の重慶一帯）、漢中の3つを合わせた一帯の事をさす。

## 歴史
古くは梁州に属し、後には独立した国家を持っていたが戦国時代に秦に併合される。紀元前325年、漢中郡と命名されて南鄭県に郡治（郡の役所、及びその所在地）が設置された。一時楚に奪われるも紀元前312年に回復した。
秦を滅ぼした項羽は劉邦を本来封じるべき関中では無く、この漢中の地に封じた（ただし当時、漢中を関中の一部に含む説もあった）。この漢中の中で劉邦は国士無双韓信を見出し、天下統一への足がかりとした。そのため劉邦は「漢王」（「漢中王」の略）を名乗り、項羽を殺して帝位に就くと国号を漢とした。前漢代には益州に属し、西城・旬陽・南鄭・褒中・房陵・安陽・城固・沔陽・鍚・武陵・上庸・長利の12県を治めた。前漢末に10万1570戸、30万0614人があった。
王莽のとき、新成郡と改称された。後漢が建てられると、漢中郡の称にもどされた。
後漢の時代にも益州に属していた。後漢末に黄巾の乱で世の中が乱れると五斗米道がこの地に勢力を伸ばし、張魯が南鄭を漢寧と改名して独自の王国を築き上げ、益州牧であった劉焉と対立していた。
その後、長安から涼州を平定した曹操と、劉璋を降伏に追い込み益州を奪取した劉備に挟まれる形となった張魯は曹操に降伏したため、曹操は南鄭の呼称を復活した上で親族の夏侯淵を駐屯させるが、黄忠率いる劉備軍は夏侯淵を討ち取る大勝を収め、漢中は劉備の支配圏となった。かねてより前漢の第6代皇帝・景帝の子である劉勝の後裔を称していた劉備は、前漢の高祖・劉邦に倣って漢中王に即位し、直後に後漢が魏への禅譲により名実ともに消滅すると「漢」の皇帝として即位した（ただし一般的には蜀、あるいは蜀漢と呼ばれている）。劉備の死後は、丞相諸葛亮が漢中に駐屯し、北伐の拠点としていた。諸葛亮の没後、263年に魏が蜀を滅ぼした（蜀漢の滅亡）後は、漢中を含んだ益州は魏の支配圏となった。しかし265年に魏は禅譲により、重臣の司馬氏一族を中心とした晋に乗っ取られる。呉を280年に滅ぼして三国を統一した西晋は梁州を復活させて漢中郡を所属させた。
短命に終わった西晋が滅亡した後の南北朝時代には、南朝と北朝の両勢力が接しており、その帰属は度々変更された。隋の時代に一時「漢川郡」と改称したが、唐になって旧に復され、後に梁州の管轄区域が漢中郡のみとなるとそのまま梁州と改名された。徳宗の時代、節度使の反乱によって都・長安を追われた徳宗が漢中に仮首都を置き、以後「興元府」と改名した。北宋には興元府は利州路の治所となり周囲の成都府路・梓州路・夔州路と合わせて「四川路（川峡四路）」と呼ばれるようになる。その後、金に奪われるものの、北側に接していたモンゴル帝国が南下の際に興元府を占領して漢水から金の領土の南側に回って南北から挟撃、金の滅亡につながった。モンゴル帝国が分裂して元の時代には興元府に代わって「興元路」が設置され、同時に興元路の帰属も従来の四川から分離されて陝西省に変更された。
1370年、明の洪武帝は興元路を「漢中府」として唐以来途絶えていた漢中の呼称を復活させた。1601年、南鄭県に万暦帝の息子・瑞王朱常浩を封じた。清になっても漢中府の呼称は維持されて、辛亥革命後には一時「漢中路」が置かれたが、後に陝西省に再統合された。
中華人民共和国が成立した1949年、漢中の中心であった南鄭県を分割して県の市街地中心部を南鄭市とした。1953年に南鄭市は現在の漢中市に改名された。1958年に隣接する褒城県の一部を編入する。1964年に一時市制が廃止されて漢中県となるが、1981年に旧に復した。